# Bomolocha fusculalis
Bomolocha fusculalis là một loài bướm đêm trong họ Noctuidae.